# W. Wesley Johnson
W. Wesley Johnson (* in South Carolina) ist ein US-amerikanischer Kriminologe, der als Professor an der University of Southern Mississippi forscht und lehrt. 2008/09 amtierte er als Präsident der Academy of Criminal Justice Sciences (ACJS).

## Werdegang und Wirken
Der in South Carolina geborene und aufgewachsene Johnson machte 1974 ein Bachelor-Examen in Strafjustiz an der Georgia Southern University. Anschließend arbeitete er als Berater in der Jugendhilfe an einer Schule in Columbia (South Carolina) wechselte aber nach einem Jahr als Fallmanager und später als Suchtberater in die kommunale Sozialarbeit im Beaufort County Department. Dann arbeitete er als Dozent für Strafjustiz am Beaufort Technical College und setzte sein Studium fort. 1980 machte er einen Master-Abschluss im Criminal Justice-Programm der University of South Carolina. Daran anschließend war er als Koordinator und Lehrer für Strafjustiz am South Carolina State College tätig. 1992 wurde er an der Florida State University zum Ph.D.promoviert. Danach ging er an die Sam Houston State University, erst als Assistant Professor, dann ab 1997 als Associate und ab 2003 als Full Professor. 2007 wechselte er an die University of Southern Mississippi.
Als ACJS-Präsident förderte er die Gründung der Sektion für Restorative Justice.